# Полоцкая группа говоров
По́лоцкая гру́ппа го́воров (бел. полацкая група гаворак, полацкія гаворкі) — одна из групп говоров северо-восточного диалекта белорусского языка, ареал которой размещён на северо-западе и севере Беларуси (в западных и центральных районах Витебской области, в северных районах Минской области и в северо-западных районах Могилёвской области). В пределах северо-восточного диалекта полоцкая группа говоров противопоставлена витебско-могилёвской.

## Изоглоссы диалектных зон
Ареал полоцкой группы говоров разделяется на западную и восточную части. По границе между ними проходят пучки изоглосс нескольких диалектных зон — западной, восточной и северо-западной. Западная часть полоцких говоров объединяется рядом общих диалектных явлений с говорами западной части белорусского ареала — с западными среднебелорусскими говорами, с говорами гродненско-барановичской группы юго-западного диалекта и с говорами западнополесской группы (по наличию в них черт западной диалектной зоны и отсутствию черт восточной диалектной зоны). В свою очередь, наличие явлений восточной диалектной зоны и отсутствие признаков западной сближает восточные полоцкие говоры с остальными говорами северо-восточного диалекта (с говорами витебско-могилёвской группы), с восточными среднебелорусскими говорами и со слуцко-мозырскими говорами юго-западного диалекта. Кроме того, часть западных полоцких говоров объединяется в основном с западными среднебелорусскими говорами в рамках ареала северо-западной диалектной зоны. Для полоцких говоров в целом нехарактерны явления центральной и юго-восточной диалектных зон, изоглоссы которых заходят лишь на незначительные части полоцкого диалектного ареала.

## Область распространения
Говоры полоцкой группы размещаются в северо-западной и северной частях Беларуси. Согласно современному административному делению Республики Беларусь полоцкие говоры занимают западные и центральные районы Витебской области, северные и северо-восточные районы Минской области и северо-западные районы Могилёвской области. Наиболее крупными населёнными пунктами на этой территории являются города Полоцк и Новополоцк. Переходные полоцко-южнорусские говоры отчасти размещены юго-востоке Псковской области России. Небольшая часть полоцкого ареала заходит на территорию юго-восточной Латвии.
На севере полоцкие говоры граничат с западными говорами южнорусского наречия. На востоке к ареалу полоцкой группы говоров примыкает ареал витебско-могилёвской группы, на юге — ареал среднебелорусских говоров, на западе — ареал литовского языка, на северо-западе — ареал латышского языка (отчасти территории с чересполосно распространёнными латышским и русским языками, а также с латгальскими говорами).

## Особенности говоров
Для языковой системы полоцкой группы говоров характерны многие особенности северо-восточного диалекта, включая такие, как:
1. Диссимилятивное аканье — произношение безударного гласного [ъ] ([ы]) в соответствии /а/ в первом предударном слоге в положении перед ударным [á]: в[ы]дá / в[ъ]дá (бел. литер. вада «вода») и произношение гласного [а] в соответствии /а/ перед остальными ударными гласными: в[а]ды́, в[а]дý, в[а]дз’é, в[а]дóй. Диссимилятивное яканье — произношение гласного [’i] ([ь]) в соответствии /а/ после мягких согласных перед ударным [á] в первом предударном слоге: [в’i]снá / [в’ь]снá (бел. литер. вясна́ «весна») и произношение гласного [’а] в соответствии /а/ в первом предударном слоге перед остальными ударными гласными: [в’а]сны́, [в’а]снý, [в’а]сн’é, [в’а]снóй.
2. Совпадение гласных /о/ и /а/ в звуке [а] в конечном безударном открытом слоге: мнóг[а] (бел. литер. многа «много»), с’éн[а] (бел. литер. сена «сено»), дарóг[а] (бел. литер. дарога «дорога»).
3. Произношение [е] на месте /ê/ в позиции под ударением: л’[е]с (бел. литер. лес «лес»).
4. Произношение [о] на месте /o/ и [’е], [о] на месте /e/ в закрытом ударном слоге: кон’ (бел. литер. конь «конь»), п’еч (бел. литер. печ «печь»), н’ос (бел. литер. нёс «нёс»);
5. Наличие окончания -ой у существительных женского рода в форме творительного падежа единственного числа: сц’анóй (бел. литер. сцяной «стеной»), з’амл’óй (бел. литер. зямлёй «землёй»);
6. Наличие окончания -ы у существительных среднего рода в форме именительного падежа множественного числа: с’óлы (бел. литер. сёлы «сёла»), во́кны (бел. литер. вокны «о́кна»), аз’óры (бел. литер. азёры «озёра»); наличие окончания -ы, -i у существительных мужского рода в форме именительного падежа множественного числа: гарады́ (бел. литер. гарады «города́»), кавал’í (бел. литер. кавалі «кузнецы»), нажы́ (бел. литер. нажы «ножи»).
7. Распространение у прилагательных и местоимений мужского и среднего рода в форме предложного падежа единственного числа окончания -ым: аб малады́м (бел. литер. аб маладым «о молодом»), у ты́м (бел. литер. у тым «в том»).
8. Наличие окончания -iм у глаголов в форме 1-го лица множественного числа II спряжения: гл’адз’íм (бел. литер. глядзім «смотрим»), рóб’iм (бел. литер. робім «делаем»).
9. Образование форм глаголов будущего времени с помощью вспомогательного глагола быць «быть»: бу́ду раб’íц’ (бел. литер. буду рабіць «буду делать»), бу́ду чыта́ц’ (бел. литер. буду чытаць «буду читать»).
10. Распространение словообразовательного типа существительных на -онак: дз’iц’óнак (бел. литер. дзіця «ребёнок»), ц’ал’óнак (бел. литер. цялё «телёнок»).
11. Распространение таких слов, как ву́тка (бел. литер. качка «утка»), пýн’а («сенной сарай, хлев»), кут (бел. литер. кут «угол»), л’éмеш / л’aмéш (бел. литер. лямеш «лемех»), ла́пік (бел. литер. латка «заплатка, кусочек»), бýл’ба (бел. литер. бульба «картофель»), дз’iрвáн («земля, густо поросшая травой»), пам’óт (бел. литер. памёт «помёт») и т. д.

Помимо этого, для полоцких говоров характерны собственные местные диалектные черты, отличающие полоцкий ареал в пределах северо-восточного диалекта от витебско-могилёвского:
1. Непоследовательное диссимилятивное аканье при последовательном в витебско-могилёвских говорах.
2. Наличие чередования /г/ ~ /з’/, /к/ ~ /ц/, /х/ ~ /с’/ у существительных женского рода в форме дательного и предложного падежей: дуга́ (бел. литер. дуга «дуга») — дуз’é (бел. литер. дузе), рука́ (бел. литер. рука «рука») — руце (бел. литер. руцэ), страха́ (бел. литер. страха «кровля») — страс’é (бел. литер. страсе). В витебско-могилёвском ареале подобное чередование отсутствует: дуга́ — дуг’é, рука́ — рук’é, страха́ — страх’é.
3. Наличие окончания -ой у прилагательных женского рода в форме родительного и дательного падежей единственного числа: у маладо́й (бел. литер. у маладой «у молодой»), аб маладо́й (бел. литер. аб маладой «о молодой»). В витебских говорах при этом распространено окончание -ей, а в могилёвских — окончание -ый: у маладе́й, аб маладе́й; у малады́й, аб малады́й и т. д.